# Durize
Durize is een rode druivensoort dat op beperkte schaal verbouwd wordt in de omgeving van Fully in het Zwitserse kanton Wallis. Het is een zeer oude inheemse soort, die vermoedelijk haar oorsprong heeft in het Aostadal. Hoewel vroeger veel ruimer verspreid, waren er in 2007 maar 0,65 ha wijngaarden Durize meer.

## Kenmerken
In het beste geval kan uit Durize een volle rode wijn worden geperst. In mindere jaren is de wijn echter alcoholarm en rijk aan zuren. De wijnstok is gevoelig voor magnesiumtekort in de bodem.
Uit DNA analyse blijkt dat Durize een natuurlijke kruising is tussen Roussin en een nog onbekende soort.

## Synoniemen
Rouge de Fully.